# دونالد سومنر
دونالد سومنر (بالإنجليزية: Donald Sumner)‏ هو قاضي وسياسي بريطاني (وحمل سابقاً جنسية المملكة المتحدة لبريطانيا العظمى وأيرلندا)، ولد في 13 أغسطس 1913، وتوفي في 12 مايو 1990. حزبياً، نشط في حزب المحافظين. في 1955 Orpington by-election ‏، انتخب عضو برلمان المملكة المتحدة الـ40 عن دائرة أوربينغتون (20 يناير 1955 – 6 مايو 1955) وفي الانتخابات العامة في المملكة المتحدة 1955 ‏، انتخب عضو البرلمان الحادي والأربعين للمملكة المتحدة ‏ عن دائرة أوربينغتون (26 مايو 1955 – 18 سبتمبر 1959) وفي الانتخابات العامة في المملكة المتحدة 1959 ‏، انتخب عضو البرلمان الثاني والأربعون للمملكة المتحدة ‏ عن دائرة أوربينغتون (8 أكتوبر 1959 – 5 أكتوبر 1961).